# رولاند بوغادو
رولاند بوغادو (بالإسبانية: Rolando Bogado) هو مدرب كرة قدم ولاعب كرة قدم باراغواياني، ولد في 22 أبريل 1984 في فيلاريشا في باراغواي. لعب مع نادي ليبرتاد.

## وصلات خارجية
- رولاند بوغادو على موقع قاعدة بيانات كرة القدم.إي يو (الإنجليزية)
- رولاند بوغادو على موقع Soccerway.com (الإنجليزية)
- رولاند بوغادو على موقع AS.com (الإسبانية)